# Myxodoryx jogashimensis
Myxodoryx jogashimensis är en svampdjursart som beskrevs av Tanita och Kazuo Hoshino 1989. Myxodoryx jogashimensis ingår i släktet Myxodoryx och familjen Hymedesmiidae.
Artens utbredningsområde är havet kring Japan. Inga underarter finns listade i Catalogue of Life.